# Шагарово (Большесолдатский район)
Шагарово — деревня в Большесолдатском районе Курской области. Входит в Волоконский сельсовет.

## География
Деревня находится в 53 километрах к юго-западу от Курска, в 13 километрах к северу от районного центра — села Большое Солдатское, в 12 км oт Волоконска (центр сельсовета).

## Население
| 2002 | 2010 |
| ---- | ---- |
| 12   | ↘1   |

## Транспорт
Шагарово находится в 0,8 км oт автодороги регионального значения 38К-004 (Дьяконово — Суджа — граница с Украиной), в 1 км oт автодороги межмуниципального значения 38Н-080 (38К-004 — Борщень), в 20 км от ближайшего ж/д остановочного пункта Деревеньки (линия Льгов I — Подкосылев).